# Osoyoos Lake
Der Osoyoos Lake ist ein Stausee in der kanadischen Provinz British Columbia und im US-Bundesstaat Washington. Der Name Osoyoos ist vom Wort sẁiẁs („Einschnürung der Gewässer“) aus dem lokalen Okanagan (Syilx'tsn) abgeleitet.

## Lage
Am Seeufer liegen die Städte Osoyoos (British Columbia) und Oroville (Washington). Der Seespiegel erreicht eine maximale Höhe von 278,22 Metern und eine minimale von 277,20 Metern. Der in 62 Jahren ermittelte durchschnittliche Abfluss des Sees in den Okanogan River bei Oroville beträgt 19,3 m³/ s. Das Maximum wurde 2004 mit 38 m³/ s ermittelt. Der Osoyoos Lake Veteran’s Memorial Park (früher: Osoyoos Lake State Park) von Oroville liegt am Seeufer.

## Ein internationaler See
Der Osoyoos Lake und sein Abfluss bzw. Hauptzufluss, der Okanogan River (in Kanada Okanagan River genannt), die beide im Columbia Basin liegen, sind Gegenstand internationaler Vereinbarungen über die Wasserrechte, die von der International Joint Commission getroffen wurden. Der Ausschuss zur Überwachung der Vereinbarungen des IJC ist das International Osoyoos Lake Board of Control, das sich aus Vertretern von Environment Canada, dem Ministry of Water von British Columbia, Land Air Protection, dem U.S. Army Corps of Engineers, der United States Geological Survey sowie Beratern aus der Wirtschaft zusammensetzt.